# Johannes Kathe
Johannes Kathe (* 22. Dezember 1880 in Stolberg (Harz); † 25. August 1965 in Rostock) war ein deutscher Hygieniker und Bakteriologe.

## Leben und Wirken
Nach dem Abitur in Dessau studierte Johannes Kathe von 1900 bis 1905 Medizin an den Universitäten in Heidelberg und Halle (Saale), unterbrochen von einem einjährigen Militärdienst. Er war Mitglied der Studentenverbindung Karlsruhensia Heidelberg. 1905 erhielt er die Approbation und wurde an der Universität Halle zum Dr. med. promoviert.
Anschließend war er dort Assistent und habilitierte sich 1911 für das Fach Bakteriologie und Hygiene mit der Arbeit Sommerklima und Wohnung in ihren Beziehungen zur Säuglingssterblichkeit.
Im Herbst 1911 wurde er zum Kreisarzt in Breslau und Direktor des dortigen Staatlichen Medizinaluntersuchungsamtes ernannt. Am Ersten Weltkrieg nahm er als Armeehygieniker sowie Regiments- und Stabsarzt teil. Danach kehrte er nach Breslau zurück, wo er bis 1945 tätig war. Von 1945 bis 1947 war er Leiter eines Seuchenlaboratoriums in Schlesien. Nach einer Tätigkeit am Robert Koch-Institut sowie als Abteilungsleiter bei der Deutschen Zentralverwaltung für das Gesundheitswesen in Berlin übernahm er 1949 als ordentlicher Professor den Lehrstuhl für Hygiene an der Universität Rostock. 1957 wurde er emeritiert.
Kathe forschte speziell auf dem Gebiet der Infektionskrankheiten (Diphtherie, Typhus) und beschrieb die Hepatitis korrekt als Viruserkrankung. Seine wichtigsten Entdeckungen machte er auf dem Gebiet der Untersuchung der Ursachen und der Entstehung von Leptospirosen.
Johannes Kathe erhielt zahlreiche Auszeichnungen und Ehrungen. 1951 wurde ihm der Titel „Verdienter Arzt des Volkes“ verliehen. 1953 erhielt er den Nationalpreis der DDR III. Klasse. 1955 wurde er zum Mitglied der Leopoldina und zum korrespondierenden Mitglied der Deutschen Akademie der Wissenschaften zu Berlin gewählt. 1960 erhielt er den Titel „Hervorragender Wissenschaftler des Volkes“. Er war Ehrendoktor der Universität Rostock sowie Ehrenmitglied mehrerer wissenschaftlicher Gesellschaften.